# Padra
Padra è una suddivisione dell'India, classificata come municipality, di 35.922 abitanti, situata nel distretto di Vadodara, nello stato federato del Gujarat. In base al numero di abitanti la città rientra nella classe III (da 20.000 a 49.999 persone).

## Geografia fisica
La città è situata a 22° 13' 60 N e 73° 4' 60 E e ha un'altitudine di 78 m s.l.m..

## Società

### Evoluzione demografica
Al censimento del 2001 la popolazione di Padra assommava a 35.922 persone, delle quali 18.781 maschi e 17.141 femmine. I bambini di età inferiore o uguale ai sei anni assommavano a 3.830, dei quali 2.081 maschi e 1.749 femmine. Infine, coloro che erano in grado di saper almeno leggere e scrivere erano 27.579, dei quali 15.277 maschi e 12.302 femmine.